# Dzsammu és Kasmír zászlaja
Dzsammu és Kasmír zászlaján a hagyományos eke a munka szimbóluma, a három csík az állam három jelenlegi tartományát képviseli.